# Jandira Feghali
Jandira Feghali (Curitiba, 17 de mayo de 1957) es una baterista, médica, política y ex sindicalista brasileña, integrante del Partido Comunista do Brasil (PCdoB). Desarrolla su carrera política en el Estado de Río de Janeiro. Posee dos hijos y es hermana del músico Ricardo Feghali, integrante del grupo musical Roupa Nova.

## Formación
En la adolescencia fue baterista de la banda Los Panchos junto con su hermano Ricardo, dejando la música para cursar en la Facultad de Medicina, en la Universidad del Estado de Río de Janeiro. Su formación es de médica especialista en cardiopediatría (tratamiento de enfermedades cardiacas de niños).
Durante su cursada, participó del Proyecto Rondon: un programa asistencial instituido por el régimen militar (reinstalado en 2005).

## Carrera política
En 1981, Jandira Feghali entró en la política, ingresando en los cuadros militantes del PCdoB, pasando luego a ser parte del Comité Central del partido, que en esa época aún permanecía en la clandestinidad.
Jandira trabajó en el movimiento sindical, llegando, en 1983, al cargo de presidenta de la Asociación Nacional de Médicos Residentes, función de que salió para dirigir el Sindicato de Médicos, desde 1984 hasta 1986. De 1985 a 1986, fue presidenta de la Asociación de Funcionarios del Hospital General de Bonsucesso.
En 1986, Jandira fue elegida diputada estadual constitutiva de Río de Janeiro, ejerciendo el mandato desde 1987 hasta 1991. En 1990, a su vez, fue elegida diputada federal por el mismo Estado, siendo sucesivamente reelecta hasta la actualidad.
Desde 1994 está indicada mediante el "Departamento Intersindical de Asesoría Parlamentario" (Diap), como una de las cien "cabezas ideológicas del Congreso Nacional de Brasil", y fue la única diputada por Río de Janeiro en integrar esa lista, en todos los años.
En la Cámara de Diputados de Brasil, presidió la Comisión Especial del Año de la Mujer, y de la Subcomisión de Asistencia Farmacéutica del Congreso Nacional. Fue vicepresidenta de la Comisión que analizó el substitutivo del Senado las propuestas de enmienda a la Constitución (PEC) que alteró el Sistema de Previdência Social, y vicepresidenta de la Comisión de Legislación sobre Derechos Autorales.
Participó de varias CPIs, entre las cuales se encuentran las de: Previdência Social, Esterilización de Mujeres, Mortalidad materna en el Brasil, y de Planificación de la Salud. Durante el CPI de Presupuesto integrando la Subcomisión de subvenciones sociales.
Es autora de la ley que garantiza cirugías reparadoras de la mama, en casos de cáncer a través de planes y seguros de salud, y de la Enmienda Constitucional que permite el doble vínculo de los profesionales de la salud. Fue coordinadora de la bancada femenina en el Congreso Nacional, desde 1998 a 2004; y también vicepresidenta del Frente Parlamentario de la Salud.
En 2005, fue relatora oficial del proyecto de ley del Poder ejecutivo que creaba mecanismos para cohibir la violencia doméstica contra la mujer: la denominada "Ley Maria da Penha. Su redacción final fue el fruto de los pareceres técnicos presentados por Jandira ante la Comisión de mérito.  Y fue de ella, además, el texto final de la ley que concede licencia por maternidad a madres adoptantes.  Fue autora de tres proyectos ya aprobados por la Cámara de Diputados y en tramitación en el Senado Federal:
- regionalización de la programación artística, cultural, y periodística
- otorgamiento de bolsas de colectomía para los planes y seguros de salud
- regula la producción y comercialización de materias primas, equipamiento, material o maquinaria destinado a la fabricación, acondicionamiento, embalaje, control de calidad o a cualquier otra fase de vigilancia de la producción de medicamentos.

Fue secretaria de Desarrollo Económico de la ciudad de Niterói; y además secretaria de Cultura de la ciudad de Río de Janeiro.

## Su Proyecto de Ley N.º. 1135/91
En 2005, en calidad de relatora del Proyecto de ley N.º. 1135/91, en la Comisión de Seguridad Social y Familia, Jandira propuso un sustitutivo al anteproyecto para la descriminalización del aborto.
De acuerdo con su línea de pensamiento, citando una investigación de Néa Schor de la década de 1980, se estima que el número de casos de aborto en el país puede llegar a cuatro millones por año, lo que representaría la cuarta causa de mortalidad materna. Meira, en investigaciones realizadas en la ciudad de Santos (SP), también en la década de 1980, mostró que el 24,3% de las mujeres entrevistadas ya habían sufrido por lo menos un aborto espontáneo, y que el 15,5% ya habían practicado por lo menos un aborto provocado. Affonso Renato Meira verificó, en la misma década, que entre las mujeres fértiles y casadas 32,6% habían sufrido al menos un aborto. Tales datos permitirían, según ella, tener una noción del problema en el Brasil. Eso daría un indicativo de que la cuestión sería de salud pública.

## Candidatura al Senado en 2006
En 2006, fue candidata al Senado Federal, Jandira fue el blanco de una campaña de desprestigio en que sus detractores se escondían en el anonimato. El episodio de la búsqueda en la Arquidiócesis fue una iniciativa del Tribunal Regional Electoral de Río de Janeiro que infelizmente tuvo entre sus cuadros aquellos que ayudaron a recrear un escenario de una falsa persecución contra la Iglesia. En su oficio a la Justicia Electoral, Jandira pidió que fuesen aprehendidos en las calles el material apócrifo que burlaba la legislación electoral y la atacaba criminalmente. No hay ningún registro de solicitud de registro en determinados lugares, y mucho menos en la Curia. El texto siguiente representa ese tipo de pensamiento desagradable, que el pueblo brasileño está aprendiendo a descartar a medida que la democracia se profundiza:

"Jandira acusó a la Iglesia católica de estar detrás de esas manifestacions y requiriendo a la Justicia Electoral mandando a la búsqueda y aprehensión de material de propaganda contra la Arquidiócesis de Río de Janeiro. Todavía, los oficiales de la Justicia Electoral, ....siguen revisado las dependencias de la sede de la Arquidiócesis, inclusive los gabinetes particulares del cardenal y arzobispo y de los obispos auxiliares, no encontrando nada en absoluto que pudiese justificar las quejas de la candidata, o que representase una infracción a la legislación electoral "

Jandira acabó siendo derrotada, a pesar de liderar las encuestas de opinión durante buena parte de su campaña. El Partido Comunista de Brasil, para esa época, atribuyó la derrota a la divulgación de panfletos exponiendo su exacta posición ideológica a favor de la descriminalización, ya que aparentemente, la población brasileña es principalmente contraria a los cambios en la ley actual.

## Candidatura a la Prefectura, en 2008
En las elecciones municipales de 2008, Jandira Feghali concurrió por la coalición PCdoB/ PSB, finalizando en cuarto lugar con 321.012 votos ( 9% del total). En la segunda ronda, sorprendió a sus votantes y a los candidatos, aliándose a la coalición PMDB, PP, PSL y el PTB, que concurrían contra Fernando Gabeira y posteriormente se consagró victorioso. A cambio del apoyo dado al candidato elegido, fue nombrada a cargo de la Secretaría de Cultura de la ciudad de Río de Janeiro.

## Libros publicados
- jandira Feghali, cândido Mendes, julita Lemgruber, michel Misse. 2006. Reflexões sobre a violência urbana: (in)segurança e (des)esperanças. Edición ilustrada de Mauad Editora Ltda. 161 pp. ISBN 8574781983 libro en línea